# Soledar
Soledar (ukrainisch Соледар) ist eine Stadt in der ukrainischen Oblast Donezk mit etwa 11.000 Einwohnern (2014).

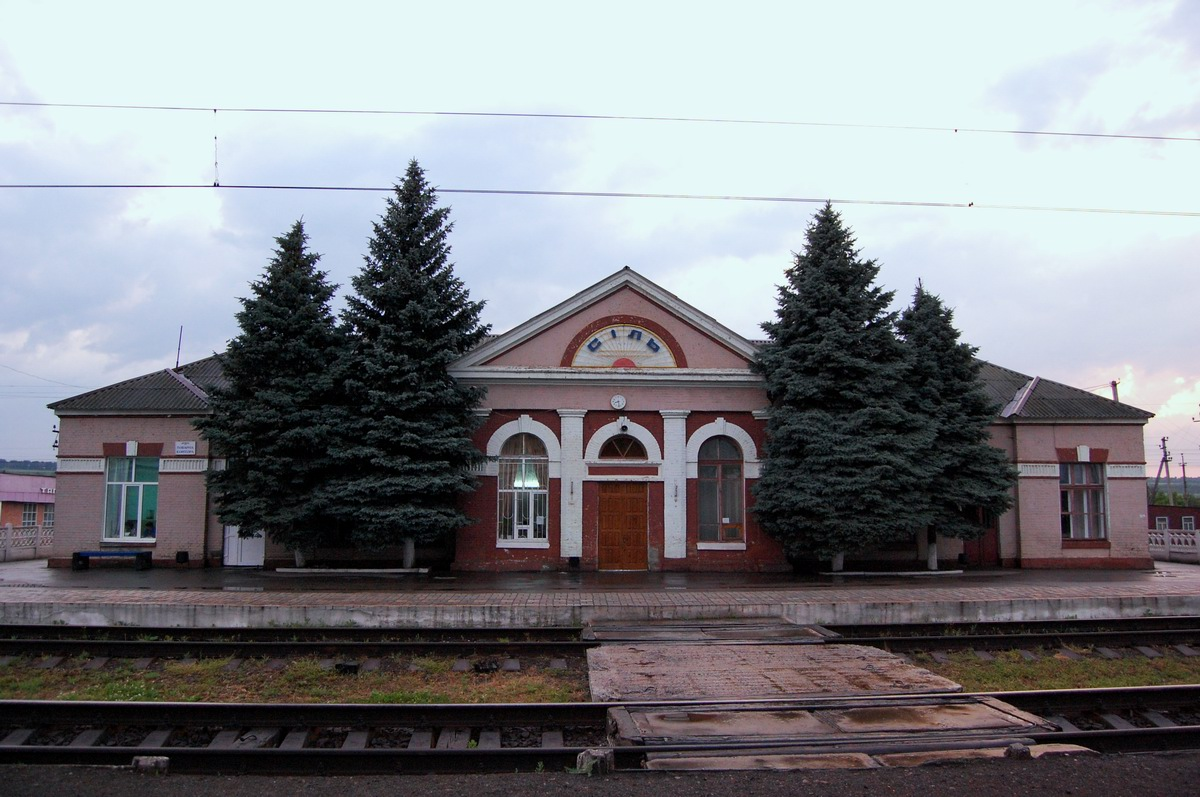
Bahnhof Sil in Soledar

Soledar liegt am Ufer der Bachmutka, einem 88 km langen Nebenfluss des Siwerskyj Donez und an der Territorialstraße T–13–02. Es bildet seit 2016 eine eigene Stadtgemeinde im Rajon Bachmut. In der Stadt befindet sich ein großes Salzbergwerk mit Schaubergwerk, im Westen der Stadt verläuft die Bahnstrecke Charkiw–Horliwka mit dem Bahnhof Sil im Ort. Im Russisch-Ukrainischen Krieg wurde Soledar ab 2022 zum Schauplatz schwerer Kämpfe.

## Geschichte
Auf dem Gebiet der heutigen Stadt Soledar (Russisch: „Salz“ und „Geschenk“) gründeten Donkosaken und Einwanderer aus der nördlichen Ukraine im 17. Jahrhundert das Dorf Brjanziwka (Брянцівка). 1924 entstand auf diesem Gebiet das Dorf (Selyschtsche) Karlo-Libknechtiwsk (Карло-Лібкнехтівськ), benannt nach Karl Liebknecht. 1965 wurden die Dörfer Karlo-Libknechtiwsk und Bilokamjanka zur Stadt Karlo-Libknechtiwsk vereinigt, die 1991 in Soledar umbenannt wurde. 1999 wurde das Stadtgebiet um die bis dahin eigenständigen Siedlungen städtischen Typs Sil (Сіль, Soledar-3) und Dworitschtschja (Дворіччя) erweitert.

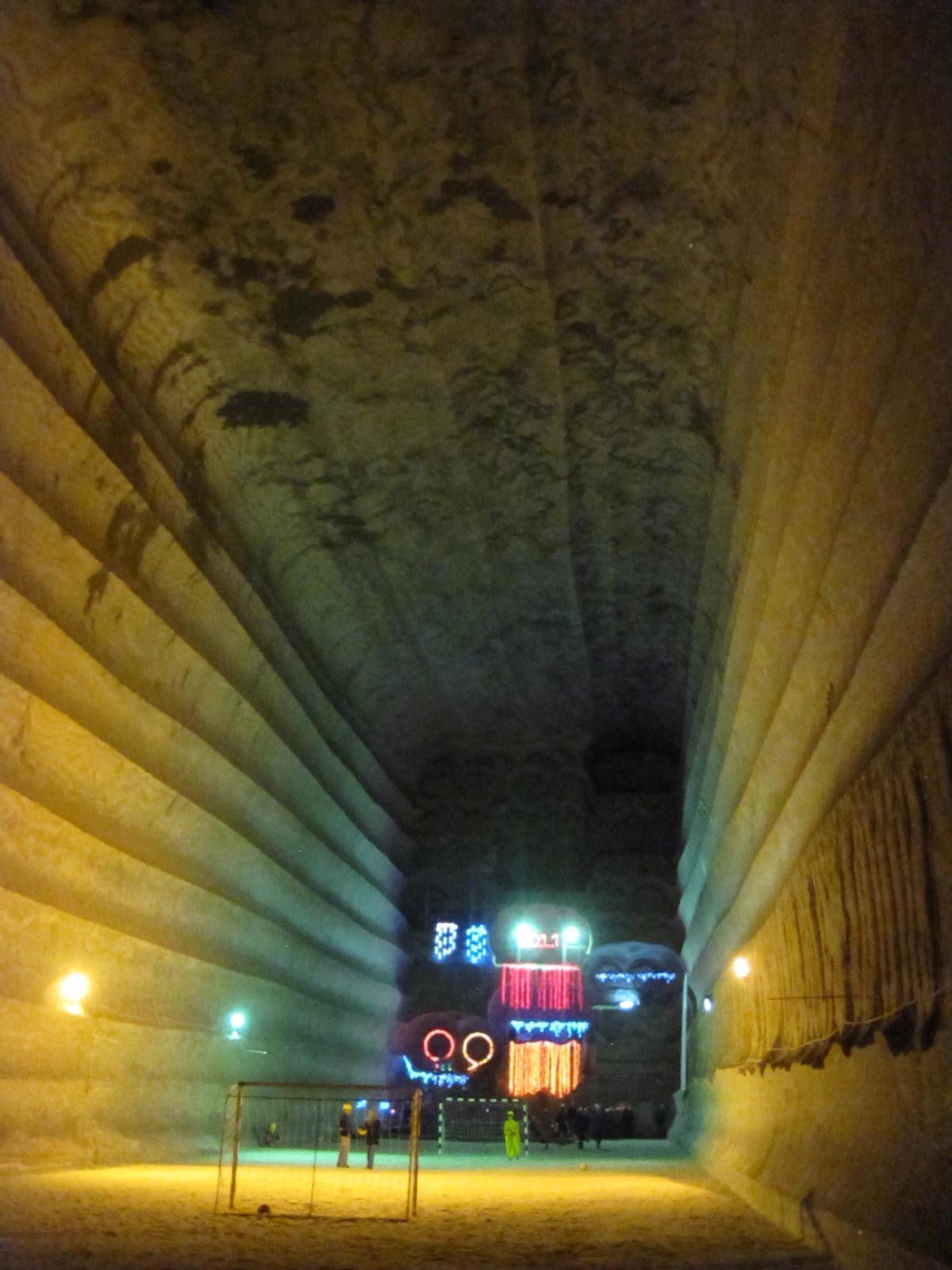
Konzerthalle im Salzbergwerk (2011)

Seit dem Ende des 19. Jahrhunderts wird Salz gefördert, das Unternehmen „Artjomsol“ deckte 90 Prozent des Salzbedarfs der Ukraine. Führungen in 200 bis 300 Meter Tiefe durch die Grube, die insgesamt Grubenbaue mit einer geschätzten Länge von bis zu 300 Kilometern hat, machten die Stadt zu einem Anziehungsort für Touristen und Patienten mit Atemwegserkrankungen. Unter Tage befinden sich ein Museum, eine Kirche, ein Konzertsaal, ein Fußballfeld und ein Sanatorium für bis zu 100 Patienten mit Atemwegserkrankungen.
Seit Anfang 2014 hatten prorussische Separatisten die Stadt unter Kontrolle. Im Herbst des Jahres begann die Einrichtung eines gemeinsamen Kontrollzentrums der russischen und der ukrainischen Armee sowie der OSZE. Es sollte die Einhaltung des Minsker Abkommens koordinieren, doch wurde es nie vollständig umgesetzt und Russland berief 2017  seine Mitarbeiter ab.

### Krieg 2022/2023
Ende Juni 2022 wurde Soledar zum Kriegsschauplatz im Ukrainekrieg. Am 28. Juli 2022 berichtete der ukrainische Generalstab, dass sich die Kämpfe den Städten Bachmut und Soledar näherten. Soledar liegt neben den Städten Siwersk und Bachmut auf der Verteidigungslinie der ukrainischen Streitkräfte, weil sich im westlich gelegenen Raum hinter der Linie (zwischen den Großstädten Slowjansk und Kramatorsk) das Hauptquartier der ukrainischen Truppen für die Ostukraine befindet. Nach tagelangen schweren Kämpfen meldete die Gruppe Wagner am 10. Januar 2023 die Einnahme der Stadt. Der ukrainische Generalstab dementierte die Angabe. Präsident Wolodymyr Selenskyj sprach von einem Propagandamanöver. Jedoch hätten die Invasoren die Stadt fast vollständig zerstört. Am 11. Januar hielten sich nach Angaben des Donezker Gouverneurs Pawlo Kyrylenko noch 559 Zivilisten in der Stadt auf.
Am 12. Januar 2023 gab es laut russischer Seite nur mehr vereinzelte Widerstandsnester in der Kleinstadt, der Westen der Ortschaft stehe unter vollständiger russischer Besatzung. Gleichzeitig hielt die Ukraine russischen Sturmangriffen weiter stand, hieß es von ukrainischer Seite. In den folgenden Tagen blieben die Berichte der Kriegsparteien über die Lage widersprüchlich.
Am 15. Januar 2023 gab Robert Browdy, Kommandeur einer ukrainischen taktischen Luftaufklärungsgruppe, bekannt, dass auch das letzte ukrainisch kontrollierte Industriegebiet am westlichen Stadtrand von den russischen Streitkräften eingenommen wurde.

## Verwaltungsgliederung
Am 15. September 2016 wurde die Stadt zum Zentrum der neugegründeten Stadtgemeinde Soledar (Соледарська міська громада/Soledarska miska hromada). Zu ihr zählen auch die 32 in der untenstehenden Tabelle aufgelisteten Dörfer sowie die 4 Ansiedlungen Nahirne, Pidhorodne, Spirne und Wyjimka, bis dahin bildete sie die gleichnamige Stadtratsgemeinde Soledar (Соледарська міська рада/Soledarska miska rada) im Zentrum des Rajons Bachmut.
Bis zum 8. September 2016 war die Stadt zusammen mit der Stadt Tschassiw Jar der Stadtgemeinde von Bachmut zugeordnet und wurde dann der Rajonsverwaltung des Rajons Bachmut zugeordnet.
Folgende Orte sind neben dem Hauptort Soledar Teil der Gemeinde:
| Gemeindeteile            | Gemeindeteile     | Gemeindeteile                           |
| ukrainisch transkribiert | ukrainisch        | russisch                                |
| ------------------------ | ----------------- | --------------------------------------- |
| Bachmutske               | Бахмутське        | Бахмутское (Bachmutskoje)               |
| Berestowe                | Берестове         | Берестовое (Berestowoje)                |
| Bilohoriwka              | Білогорівка       | Белогоровка (Belogorowka)               |
| Blahodatne               | Благодатне        | Благодатное (Blagodatnoje)              |
| Bondarne                 | Бондарне          | Бондарное (Bondarnoje)                  |
| Chromiwka                | Хромівка          | Хромовка (Chromowka)                    |
| Dibrowa                  | Діброва           | Диброва                                 |
| Dubowo-Wassyliwka        | Дубово-Василівка  | Дубово-Василевка (Dubowo-Wassilewka)    |
| Fedoriwka                | Федорівка         | Фёдоровка (Fjodorowka)                  |
| Fedoriwka Druha          | Федорівка Друга   | Фёдоровка Вторая (Fjodorowka Wtoraja)   |
| Holubiwka                | Голубівка         | Голубовка (Golubowka)                   |
| Jakowliwka               | Яковлівка         | Яковлевка (Jakowlewka)                  |
| Krasnopoliwka            | Краснополівка     | Краснополевка (Krasnopolewka)           |
| Lypiwka                  | Липівка           | Липовка (Lipowka)                       |
| Lypowe                   | Липове            | Липовое (Lipowoje)                      |
| Minkiwka                 | Міньківка         | Миньковка (Minkowka)                    |
| Mykolajiwka              | Миколаївка        | Николаевка (Nikolajewka)                |
| Nahirne                  | Нагірне           | Нагорное (Nagornoje)                    |
| Nykyforiwka              | Никифорівка       | Никифоровка (Nikiforowka)               |
| Orichowo-Wassyliwka      | Оріхово-Василівка | Орехово-Василевка (Orechowo-Wassilewka) |
| Paraskowijiwka           | Парасковіївка     | Парасковиевка (Paraskowijewka)          |
| Paseno                   | Пазено            | Пазено                                  |
| Pidhorodne               | Підгородне        | Подгородное (Podgorodnoje)              |
| Prywillja                | Привілля          | Приволье (Priwolje)                     |
| Pylyptschatyne           | Пилипчатине       | Пилипчатино (Piliptschatino)            |
| Rosdoliwka               | Роздолівка        | Раздоловка (Rasdolowka)                 |
| Sakko I Wanzetti         | Сакко І Ванцетті  | Сакко и Ванцетти (Sakko i Wanzetti)     |
| Salisnjanske             | Залізнянське      | Зализнянское (Salisnjanskoje)           |
| Spirne                   | Спірне            | Спорное (Spornoje)                      |
| Strjapiwka               | Стряпівка         | Стряповка (Strjapowka)                  |
| Trypillja                | Трипілля          | Триполье (Tripolje)                     |
| Wasjukiwka               | Васюківка         | Васюковка (Wasjukowka)                  |
| Wassyliwka               | Василівка         | Василевка (Wassilewka)                  |
| Wessele                  | Веселе            | Весёлое (Wessjoloje)                    |
| Wolodymyriwka            | Володимирівка     | Владимировка (Wladimirowka)             |
| Wyjimka                  | Виїмка            | Выемка (Wyjemka)                        |